# 水溶液
水溶液（すいようえき）は、物質が水（H₂O）に溶解した液体。つまり、溶媒が水である溶液。混合物の一種である。
水分子は極性分子なので、水溶液の溶質となる物質はイオン結晶もしくは極性分子性物質となる=水溶液(すいようえき)
そして水溶液には、酸性と、アルカリ性がある。

## 溶解の仕組み
溶解は熱力学的な平衡反応であり、物質の溶解過程と結晶化過程とは常に同時に進行している。つまり平衡がどちらに偏るかは結晶化エネルギーと水和エネルギーの差による。

### イオン結晶の溶解
イオン結晶は明確な電荷が存在する為、結晶エネルギーは大きな値を取る。それはイオン結晶の融点が高いという性質にも表れている。イオンに対する水和の度合と水和エネルギーはイオンの種類や電荷量によりそれぞれ異なり、正・負両イオンそれぞれの水和エネルギーの和となる。
例えば塩化銀の融点は455℃、塩化ナトリウムは801℃であり融解エネルギーの点からは塩化銀の方が結晶からイオン対が遊離しやすい。しかし、これは塩化銀の方が共有結合性の寄与が強くなるためである。
電解質の溶解度は、主に結晶格子のイオン結合の強度の指標である格子エネルギーと、溶媒中におけるイオンの安定化の指標である溶媒和エネルギーに支配され、その他分子間力などの寄与も加わる。例えば塩化ナトリウムおよび塩化銀の水に対する溶解に関する熱力学的諸量は以下のようになり、塩化銀は水にほとんど溶けないのに対して塩化ナトリウムの方はよく水に溶ける。
MX(s) → M(g) + X(g)  (格子エネルギー)
M(g) + X(g) → M(aq) + X(aq)  (水和)
MX(s) + X(g) → M(aq) + X(aq)  (溶解)
| 物質           | 格子エネルギー{\displaystyle U} | 水和エンタルピー変化{\displaystyle \Delta H_{hyd}} | 溶解エンタルピー変化{\displaystyle \Delta H_{soln}} | 溶解エントロピー変化{\displaystyle \Delta S_{soln}} | 溶解ギブス自由エネルギー変化{\displaystyle \Delta G_{soln}} |
| -------------- | ------------------------------- | -------------------------------------------------- | --------------------------------------------------- | --------------------------------------------------- | ----------------------------------------------------------- |
| 塩化ナトリウム | 787.4 kJ mol−1                  | −783.5 kJ mol−1                                    | 3.9 kJ mol−1                                        | 43.4 J mol−1K−1                                     | −9.0 kJ mol−1                                               |
| 塩化銀         | 915.7 kJ mol−1                  | −850.2 kJ mol−1                                    | 65.5 kJ mol−1                                       | 33.0 J mol−1K−1                                     | 55.7 kJ mol−1                                               |

### 極性分子結晶の溶解
分子結晶の結晶エネルギーは分子間力のうち、ファンデルワールス力、双極子相互作用および水素結合に起因する。これらの結晶の結合力はイオン結晶に比べると格段に弱いものの、分子量が増大するほど結晶エネルギーは(すなわち融点も)大きくなる。極性分子結晶のうち分子量の小さいもの、あるいは多数の水素結合を有するものは水に溶けやすい。分子量の小さいものは水和する表面が相対的に広い場合に水に溶解する。酢酸エチルはアセトンよりも極性の絶対値は大きいが分子量が大きく水和しない領域が大である。そのため水和の寄与がほとんどなく、水に溶解しない。糖などある程度の分子量以上では、極性分子結晶は水素結合の存在が多い場合に水に溶解する。

#### 酸・塩基の溶解
プロトン酸、塩基は水中では容易に水素結合を形成するので水溶性が大きい。水中で電離したイオンはさらに水和しやすいので酸・塩基は相対的に水に対する溶解性が大きい。

## 主な水溶液
- 食塩水
- 砂糖水
- 炭酸水（二酸化炭素の水溶液）
- 石灰水（水酸化カルシウムの水溶液）
- 塩酸（塩化水素の水溶液）
- ホウ酸水